# Apiwich Phulek
Apiwich Phulek (thailändisch อภิวิชฐ์ ภู่เล็ก, * 5. Februar 1988 in Ayutthaya), auch als Lek (thailändisch เล็ก) bekannt, ist ein thailändischer Fußballspieler.
1988 änderte er seinen Namen von Jetsada in Apiwich.

## Karriere
Apiwich Phulek stand 2009 beim Singhtarua FC unter Vertrag. Der Club aus Bangkok spielte in der ersten Liga des Landes, der Thai Premier League. 2010 schloss er sich dem Zweitligisten Customs United an. Nach einem Jahr verließ er den Club und unterschrieb einen Vertrag beim Erstligisten Samut Songkhram FC in Samut Songkhram. Für Samut stand er fünfmal in der ersten Liga auf dem Spielfeld. 2012 wechselte er zum Ligakonkurrenten BEC Tero Sasana FC nach Bangkok. Für den Hauptstadtclub spielte er sechsmal in der ersten Liga. Einen Zweijahresvertrag unterschrieb er Mitte 2014 in Suphanburi beim Erstligisten Suphanburi FC. Für Suphanburi absolvierte er 19 Erstligaspiele. Die Rückrunde 2016 spielte er in Bangkok beim Erstligisten Bangkok Glass. Der Zweitligist Chiangmai FC aus Chiangmai nahm ihn die Saison 2017 unter Vertrag. In der Thai League 2 absolvierte er acht Spiele für Chiangmai. Die Hinserie der Saison 2018 spielte er für den Erstligisten Air Force Central. Hier kam er zu drei Erstligaeinsätzen. Nach der Hinserie wechselte er zur Rückserie zum Zweitligisten Udon Thani FC nach Udon Thani. Beim Ligakonkurrenten Samut Sakhon FC aus Samut Sakhon spielte er die Saison 2019. Hier kam er auf 24 Zweitligaspiele. 2020 nahm ihn der ebenfalls in der zweiten Liga spielende MOF Customs United FC aus Bangkok unter Vertrag. Nach sechs Monaten wechselte er Mitte 2020 zum Ligakonkurrenten Samut Sakhon FC nach Samut Sakhon. Am Ende der Saison musste er mit Samut den Weg in die Dritte Liga antreten. Nach dem Abstieg verließ er Samut und schloss sich im August 2021 dem Drittligisten Angthong FC an. Mit dem Verein aus Angthong trat er in der Western Region der Dritten Liga an. Nach der Hinrunde 2022/23 wechselte er im Dezember 2022 zum Zweitligisten Suphanburi FC. Für den Zweitligisten bestritt er acht Zweitligaspiele. Nach der Saison wurde sein Vertrag nicht verlängert. Wo er von Juni 2023 bis Mitte August 2024 spielte, ist unbekannt. Am 15. August 2024 wurde er vom Drittligisten Lopburi City FC unter Vertrag genommen.  Mit dem Verein aus Lop Buri spielt er in Central Region der Liga.

## Erfolge
Singhtarua FC
- Thailändischer Pokalsieger: 2009